# محمد المخینی
محمد المخینی (عربی: محمد حمد المخيني؛ زادهٔ ۲ دسامبر ۱۹۸۲) بازیکن فوتبال اهل عمان است.
از باشگاه‌هایی که در آن بازی کرده‌است می‌توان به باشگاه ورزشی السالمیه کویت و باشگاه فوتبال صور اشاره کرد.
وی همچنین در تیم ملی فوتبال عمان بازی کرده‌است.